# Pain de riz
Le pain de riz est un pain fabriqué à partir de riz. Depuis ce siècle, pain de riz désigne des pains sans gluten à base de farine de riz présentés avec l'apparence et les propriétés organoleptiques de pains de céréales à farines panifiables. Mais il existe aussi des pains plats de farine de riz non levés dans la cuisine indienne.

## Histoire
Au Moyen Âge, les Arabo-andalous, mangeurs de pain, introduisirent le riz en Méditerranée et mentionnèrent le pain de riz, au sens de pain de farine de riz, dès l'époque omeyyade comme un aliment des pauvres ou des temps de disette. Avenzoar dit qu'il est « chaud, sec et dur, lent à digérer… il provoque l'obstruction des viscères et de l'ensemble de l'organisme ». Ibn al-Awam en donne la recette avec pour source l'ouvrage L'Agriculture nabatéenne : farine de riz, eau chaude et huile de sésame, le tout cuit au four. Son usage semble s'être conservé en Égypte,.
Depuis le XVIIIe siècle, pain de riz a deux sens :
1. Pain de farine ou purée de riz. En 1772, le Journal de l'agriculture en donne une recette : le riz est bien cuit à l'eau, pétri et la pâte obtenue est mise à sécher sur la cendre, « il se conserve 2 à 3 jours dans les Indes[5] ». Le pain de riz est un substitut à mauvaise réputation, « il est mat et insipide[6] ». Dans sa description de la disette de 1788-1789 qui a précédé la Révolution française, Louis Guilbert écrit : « Août : on mange à Versailles, du pain de riz et du pain de seigle, 12 août… Continuation du mauvais pain mêlé de seigle et de riz et de mauvais froment ; difficulté très grande d'avoir du pain même à Versailles où on se l'arrache des mains[7]. » Le pain de riz comme recours en cas de pénurie de pain de blé est encore signalé en 1942 en Indochine, où faute de pain de blé, le pain est fait de 70 % de farine de riz et 30 % de farine de maïs[8].
2. Entremets au riz de la cuisine classique. Chez Carême (1835), c'est une présentation du poulet au riz sous forme d'un pain cylindrique en croute[9]. Urbain Dubois (1868) donne les principales recettes de pain de riz : pain de riz aux fraises (riz cuit à l'eau collé par une gelée, moulé avec des fraises cuites, servi froid), pain de riz à la reine (aux pommes), à l'impératrice (aux abricots à la vanille), à la princesse, pain de riz à l'ananas (les deux au salpicon d'ananas)[10].

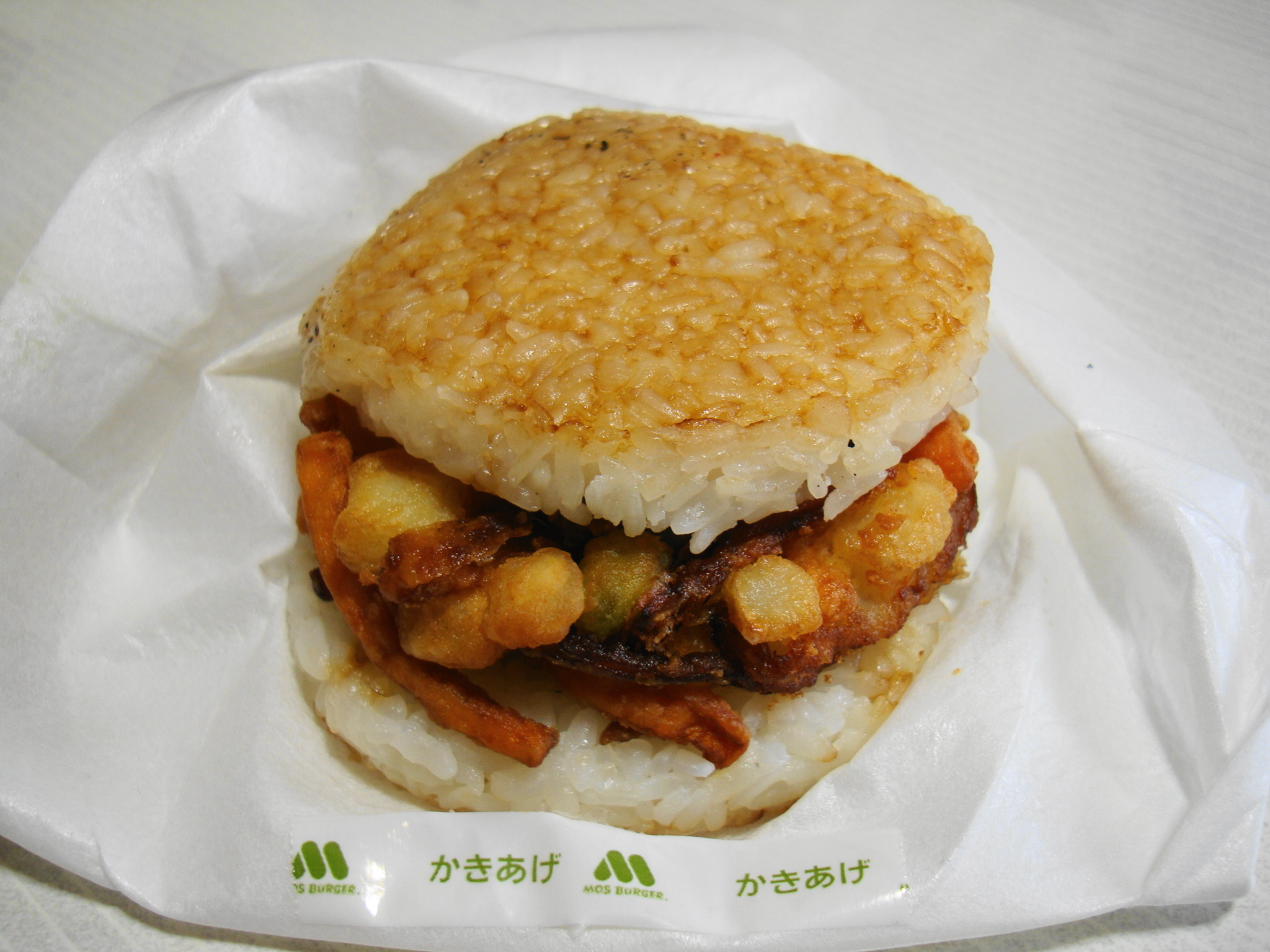
se fait au riz gluant.

### Époque actuelle
Pendant la Première Guerre mondiale (1915), le ministère du Commerce réalisa des essais de pain incluant de la farine de riz (riz d'Indochine) et en conclut que le pain de froment ne pouvait pas supporter plus de 15 % de farine de riz sans que la pâte lève moins et que la croute devienne cassante,,. D'après Le Figaro, l'initiative fut sabordée par les minotiers qui voulaient préserver leur marché.
En 2002, la consommation du pain crut au Japon au détriment du riz. À l'université de Yamagata, des chercheurs travaillent la panification du riz et déposent un brevet de pain fait avec 100 % de farine de riz. La méthode consiste à ajouter un agent de viscosité à la pâte. En 2004, le pain de farine de riz (80 %) et gluten (20 %) du Niigata Food Products Research Institute permet d'utiliser les vieux riz et est apprécié par les enfants, mais il est trois fois plus couteux que le pain de blé. Les recherches s'amplifient depuis lors car ces pains trouvent leur marché dans les gammes sans gluten (mélange de farines, choix des additifs, farine de riz complète, farine de soja pour améliorer la digestibilité) dont la croissance est de plus en plus vigoureuse,,,,.
En 2010, Sanyo commercialise la première machine à pain de riz, le Gopan (ゴパン, de pan, pain et gohan, riz). Cet appareil ménager qui vise le marché du sans gluten est vendu sous la marque Panasonic. Il offre actuellement cinq options de préparation de pâte à pain de riz et sept façons de la cuire ainsi qu'un réglage de la couleur de la croute, avec les mélanges de farines adaptés,. L'opération reste délicate. Voici un exemple un mélange de farines recommandé pour un pain sans gluten : farine de millet, d'amande, de teff brun ou d'amarante, de sorgho, de lin, tapioca à mélanger avec œufs, mélasse, vinaigre de cidre et à une levure composée d'eau chaude, de miel et de levure sèche active.
La tendance actuelle pour répondre au marché qui préfère les pains sans additifs est de mettre au point des cultivars de riz, dont la farine est riche en amylose qui donne un pain bien levé (certains cultivars de riz contiennent 22 % d'amylose contre environ 6 % pour le riz usuel et 25 % pour le blé). La question de la texture a poussé à utiliser du riz soufflé présenté sous forme de galettes comme substitut au pain avec gluten. Enfin, la chaine japonaise de hamburger MOS Burger a fait sa renommée avec des galettes de riz blanc compactées et grillées à la place des pains ronds.

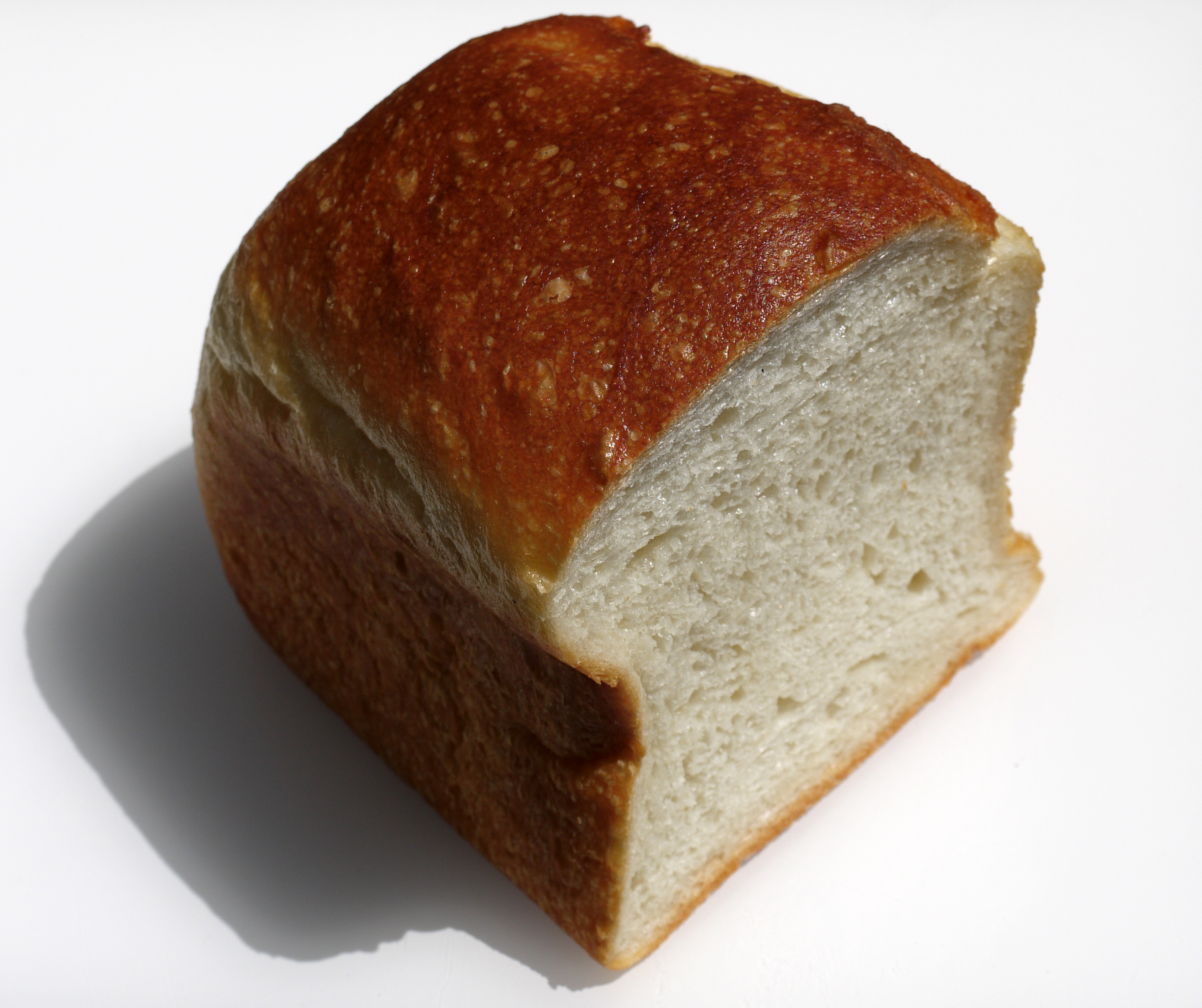
Pain de riz japonais.

## Composition
Les tests d'acceptabilité auprès des consommateurs ont montré que les pains de riz avec des farines de riz mélangées à des fécules ou à d'autres farines sont préférées au pain 100 % pure farine de riz blanc.

### Les farines et mélanges de farines
Le pain de farine de riz est très difficile à cuire à cause de sa faible teneur en protéines et en gluten et les propriétés rhéologiques de la pâte de blé sont uniques,. L'ajout de glucose oxydase, une mouture humide du riz qui laisse des granules d'amidon plus intacts améliorent la panification (la farine ne doit pas être trop fine, de nombreux pains sont faits à la farine de riz complet),,. Mais c'est surtout en coupant la farine de riz avec d'autres farines sans gluten qu'on obtient un pain de qualité : les farines de sarrasin, de quinoa et de pois chiche au niveau de 30 à 50 % améliorent considérablement la texture. Le mélange de farine de sarrasin est le plus apprécié, les farines de millet et de maïs  détériorent la qualité du pain. Sous réserve d'émulsifiant 30% de farine de châtaigne améliore la dureté, de volume et la couleur du pain, la cuisson combinée infrarouge-micro-ondes de ce mélange donne le meilleur résultat,. La farine de lupin, faiblement dosée (5 à 10%) apporte des protéines, des matières grasses et de fibres. Le mélange de ces farines se rencontre dans des pains de riz courants.

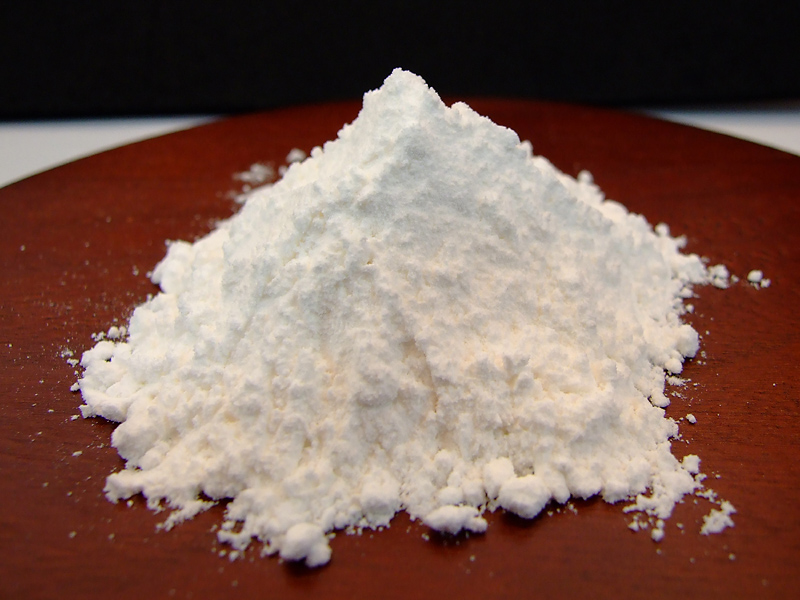
Farine de riz.

### Émulsifiants, huiles
Les émulsifiants les plus courants sont la gomme xanthane, épaississante et gélifiante d'origine naturelle (E415), les gommes de guar, de caroube et l'hydroxy propyl méthyl cellulose (HPMC) et leurs mélanges donnent de bons résultats (la pâte doit retenir les gaz engendrés par la cuisson),,. Des chercheurs iraniens ont montré (2021) que les additifs poudre de graines de roselle (30 %), blanc d'œuf (25 %), et de gomme xanthane (0,73%) donnent une mie de pain parfaitement souple et avec bonnes propriétés nutritionnelles. Les amidons (fécules) améliorent également la texture du pain de riz, amidon de pomme de terre, de maïs, de manioc,.
L'addition d'huiles végétales augmente du volume et de la tendreté du pain de riz (la farine de riz à une forte affinité pour l'huile),. Les levures chimiques et agents levants usuels (bicarbonate de soude) et les colorants naturels complètent avec le sel et souvent un sucre la composition habituelle de la pâte à pain de riz.

### Apport de goûts
Le marché est sensible au parfum torréfié de la croute et au frais parfum du levain de la mie du pain. Or, le profil aromatique de la mie et de la croûte du pain de riz fraîchement cuit avec une forte saveur de riz est souvent mal accepté par les consommateurs. Des parfums appétissants sont obtenus en ajoutant à la pâte des graines qui améliorent la qualité de la torréfaction, des acidifiants et des arômes,.

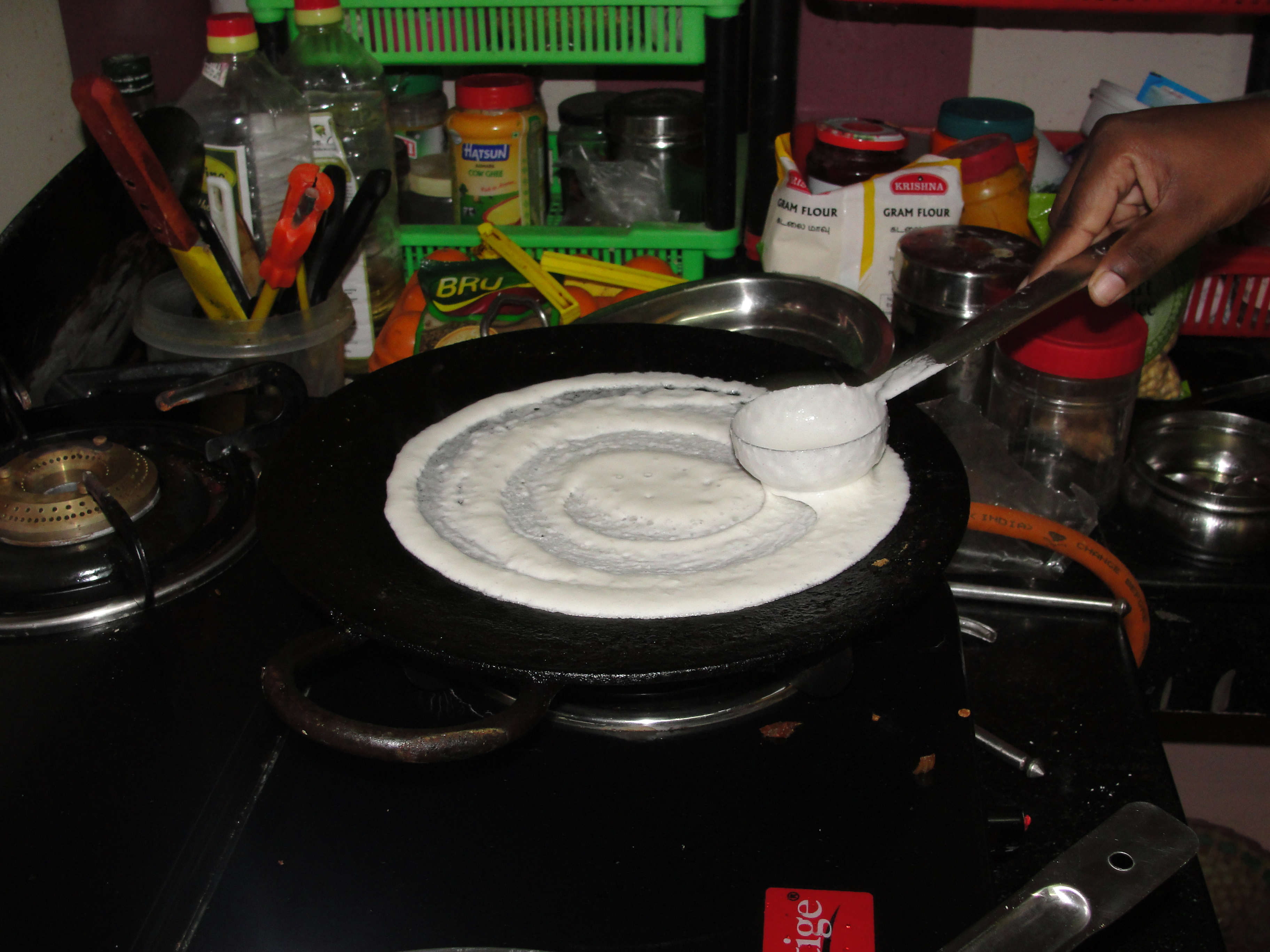
Cuisson d'un dhosai.

## Nutrition
L'indice glycémique des pains de riz est moyen (70) à élevé, un peu supérieur au pain complet (peu glycémique), inférieur au pain de mie (de blé) et proportionnel à la teneur en amylose du riz employé,,. La valeur nutritionnelle du pain de riz augmente quand la farine de riz contient du son de riz qui apporte quantités de protéines, de matières grasses, de fibres alimentaires insolubles à solubles.
En 2014, une étude sur la consommation de trois féculents courants avec différents indices glycémiques — riz, pain et nouilles — chez les Japonais a montré que la consommation de riz est associée à un bon sommeil, la consommation de pain n'est pas associée à la qualité du sommeil et la consommation de nouilles est associée à un mauvais sommeil.
Plus généralement, une relation linéaire significative a été démontrée entre la fréquence de consommation de riz, de pain, de pâtes et le surpoids des enfants.

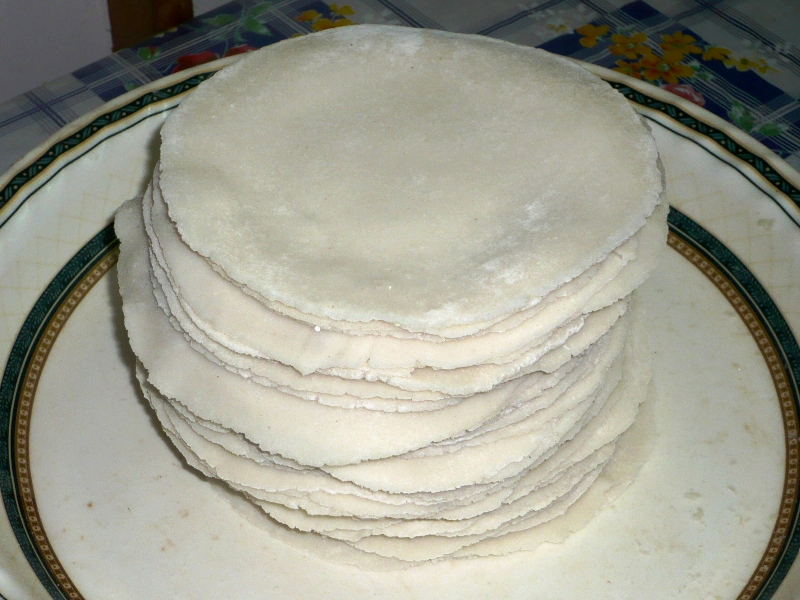
Pathiri (pain).

## Les pains de riz non levés d'Asie du Sud
Les parathas sont des pains non levés à la farine de blé complet populaires dans toute la zone d'influence de la cuisine indienne et cuit sur une plaque. Des pains à la farine de riz souvent mélangée avec de la farine de lentille (dosa) cuits de la même manière se rencontrent dans la même zone :
- en Inde dans la région de Konkan, le bhakri est fait de farine de riz, d'eau et de sel et cuit sur une poêle chaude, il se présente comme une crêpe[57]. En Inde du Sud et dans le Gujarat la pâte des chokhani cotli contient en plus de l'huile[58]. Ujju rotli se fait à la farine de riz précuite[59] ;
- dans le Kerala, les appam ((ml) അപ്പം, ˈaːppam) sont des crèmes de farine de riz cuit sur une pierre, les uthappam (ஊத்தப்பம்) du Karnataka sont épais et servent à faire une sorte de pizza, tandis que les vattayappam au sucre et à la noix de coco sont cuits à la vapeur, proche des kue apem ou kue apam indonésiens et de l'apon (အာ ပုံ) birman[60] ;
- dans la région du Malabar, le pathiri est un pain à la farine de riz qui connait des variantes : le neypathiri (avec du ghi), le poricha pathiri (frit) ;
- les bánh bò nướng et bánh bao vietnamien ne sont pas exactement des pains mais montrent l'influence de la cuisine indienne de la farine de riz.